# 淡花矢车菊
淡花矢车菊是菊科矢车菊属植物，原产西北非和西班牙，在美国部分地区归化。